# Marko Elsner
Marko Elsner (Maribor, 11 aprile 1960 – Lubiana, 18 maggio 2020) è stato un calciatore jugoslavo, dal 1991 sloveno, di ruolo difensore.

## Biografia
Era figlio di Branko Elsner, anch'egli calciatore professionista.

## Carriera

### Club
Iniziò la carriera nel 1977 nell'Olimpia Lubiana. Nel 1983 passò alla Stella Rossa con cui vinse un campionato jugoslavo e una coppa di Jugoslavia. Nel 1987 si trasferì in Francia al Nizza e nel 1990 fu acquistato dall'Admira Wacker, squadra di Bundesliga austriaca. Nel 1991 ritornò al Nizza, dove terminò la carriera nel 1993.

### Nazionale
Giocò sia con Jugoslavia che con la Slovenia.
Con la Jugoslavia vanta 14 presenze, la partecipazione al campionato d'Europa 1984 e la vittoria della medaglia di bronzo Olimpiadi di Los Angeles 1984.
Con la Slovenia giocò due partite tra il 1992-1993: contro Cipro il 18 novembre 1992 e contro l'Estonia il 7 aprile 1993.

## Palmarès

### Club
- Campionato jugoslavo: 1

Stella Rossa: 1983-1984
- Coppa di Jugoslavia: 1

Stella Rossa: 1984-1985

### Nazionale
- Bronzo olimpico: 1

Los Angeles 1984